# Cornol
Cornol är en ort och kommun i distriktet Porrentruy i kantonen Jura, Schweiz. Kommunen har 1 060 invånare (2023).